# Альтос-де-Чавон
Альтос-де-Чавон (исп. Altos de Chavón) — искусственно воссозданная средневековая территория — точная копия испанской деревни XV века, называемый городом художников и ремесленников.

## О городе
Город находится на территории курорта Каса-де-Кампо на крутом берегу реки Чавон.
Строительство этого города началось в 1976 году, и было завершено в 1992 году.
В этом городке находится школа дизайна (филиал Института дизайна Парсонс в Нью-Йорке), церковь Святого Станислава, археологический музей, художественная галерея, сувенирные лавки, ремесленные мастерские, «греческий» амфитеатр, где происходят выступления мировых звезд.